# Kastoria (regional enhed)
Kastoria (græsk: Περιφερειακή Ενότητα Καστοριάς, Perifereiakí Enótita Kastoriás) er en af de 74 regionale enheder i Grækenland og er en del af periferien Vestmakedonien. Dens hovedstad er den byen med samme navn, Kastoria.

## Geografi
Kastoria ligger i den vestlige ende af Makedonien i den nordlige del af landet. Det grænser op til de regionale enheder Florina mod nord, Kozani mod sydøst, Grevena mod syd og Ioannina mod sydvest. Den regionale enhedsområde svarer nogenlunde til den antikke græske region Orestis i Øvre Makedonien. Den internationale grænse til det albanske distrikt Korçë ligger i den vestlige udkant af den regionale enhed.
De vigtigste bjergkæder er Gramos og Voio i vest (begge en del af Pindus- kæden) og Verno i nordøst. Haliacmon-floden løber gennem området, hvor Orestiadasøen er den største sø. Den regionale enhed er bjergrig med et udtalt kontinentalt klima, præget af kolde vintre og varme somre.

## Administration
Den regionale enhed Kastoria er opdelt i 3 kommuner. Disse er (numre som på kortet i infoboksen):
- Kastoria (1)
- Nestorio (2)
- Orestida (3)

### Præfektur
Kastoria blev skabt som et præfektur (græsk: Νομός Καστοριάς) i 1941. Som en del af Kallikratis regeringsreform i 2011 blev den regionale enhed Kastoria oprettet ud fra det tidligere præfektur Kastoria. Præfekturet havde samme udstrækning som den nuværende regionale enhed. Samtidig blev kommunerne omorganiseret, ifølge nedenstående tabel. 
| Ny kommune | Gamle kommuner  | Sæde           |
| ---------- | --------------- | -------------- |
| Kastoria   | Kastoria        | Kastoria       |
| Kastoria   | Agia Triada     | Kastoria       |
| Kastoria   | Agioi Anargyroi | Kastoria       |
| Kastoria   | Vitsi           | Kastoria       |
| Kastoria   | Kastraki        | Kastoria       |
| Kastoria   | Kleisoura       | Kastoria       |
| Kastoria   | Korestia        | Kastoria       |
| Kastoria   | Makednoi        | Kastoria       |
| Kastoria   | Mesopotamien    | Kastoria       |
| Nestorio   | Nestorio        | Nestorio       |
| Nestorio   | Akrites         | Nestorio       |
| Nestorio   | Arrenes         | Nestorio       |
| Nestorio   | Gramos          | Nestorio       |
| Orestida   | Argos Orestiko  | Argos Orestiko |
| Orestida   | Ion Dragoumis   | Argos Orestiko |